# Turistická značená trasa 8638
 Turistická značená trasa č. 8638 měří 6,4 km; spojuje obci Krpeľany a vrchol Kopa v severní části pohoří Velké Fatry na Slovensku.

## Průběh trasy
Z obce Krpeľan dlouze a místy prudce stoupá zalesněným terénen k vrcholu Kopa, kde navazuje na  Velkofatranskou magistrálu.

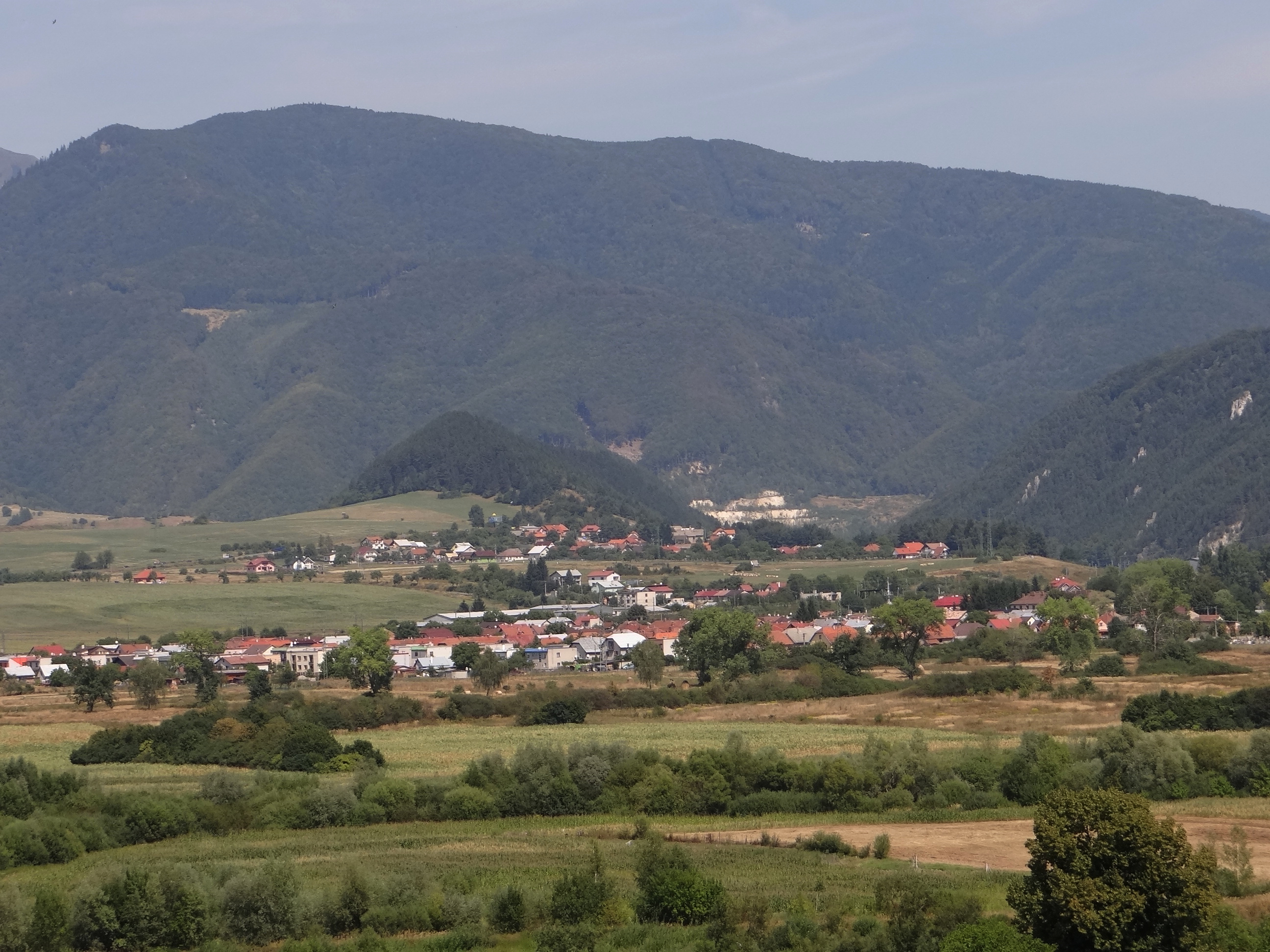
Krpeľany

| Km  | Místo                | Navazující a křižující trasy     | Souřadnice                     | Nadm. výška  |
| --- | -------------------- | -------------------------------- | ------------------------------ | ------------ |
| 0,0 | Krpeľany - vlak      | 2722, 5639                       | 49°7′36″ s. š., 19°5′4″ v. d.  | 413 m n. m.  |
| 1,1 | Krpeľany - vod. n.k] | 2722                             | 49°7′40″ s. š., 19°5′50″ v. d. | 420 m n. m.  |
| 6,4 | Kopa                 | 0870 (Velkofatranská magistrála) | 49°8′12″ s. š., 19°8′29″ v. d. | 1160 m n. m. |

- Krpeľany